# Antonio Provenzani
Antonio Maria Guglielmo Garzoni Provenzani (* 2. Dezember 1906 in Rom; † 15. Februar 1989 ebenda) war ein italienischer Ruderer, der 1932 eine olympische Bronzemedaille gewann. Bei Europameisterschaften gewann er eine Goldmedaille und eine Bronzemedaille.

## Sportliche Karriere
Der 1,67 m große Provenzani gewann bei den Europameisterschaften 1931 mit dem Vierer des römischen Vereins Circolo Canottieri Aniene in der Besetzung Antonio Provenzani, Francesco Cossu, Giliante D’Este, Antonio Ghiardello und Steuermann Emilio Gerolimini den Titel vor den Booten aus Dänemark und der Schweiz. Bei den Olympischen Spielen 1932 in Los Angeles traten die Römer im Vierer ohne Steuermann an. Provenzani, D’Este, Cossu und Ghiardello belegten mit einer Sekunde Rückstand auf den deutschen Vierer den dritten Platz, fast sechs Sekunden hinter den britischen Siegern. Bei den Europameisterschaften 1934 gehörten Provenzani und Ghiardello zum italienischen Achter, der die Bronzemedaille hinter den Achtern aus Ungarn und Dänemark erkämpfte.